# Campionato del mediterraneo di scherma 2005
Il Campionato del mediterraneo di scherma del 2005 ("2005 Mediterranean Fencing Championships") è stato organizzato dalla Confederazione europea di scherma e si è svolto a Il Cairo in Egitto dal 23 al 24 aprile.
Nel fioretto si sono aggiudicati i titoli di campione e campionessa del mediterraneo l'italiano Martino Minuto, che ha battuto in finale il connazionale Tobia Biondo, e l'egiziana Salma Swiaf, che ha avuto la meglio sull'italiana Olimpia Troili.
Nella spada il neo-campione e la neo campionessa sono stati l'iberico Rosello Marc, che ha battuto in finale il francese Alex Blaszyck, e l'italiana Giulia Rizzi, che ha superato l'iberica Nurria Marc.
Infine, nella sciabola hanno trionfato il greco Marinos Prevenios, superando il francese Timoty Lallerent, e l'iberica Aracell Navarro, che ha sconfitto la tunisina Hella Bes Bes.

## Podi

### Uomini
| Specialità  | Oro               | Argento          | Bronzo                         |
| Individuali |                   |                  |                                |
| Fioretto    | Martino Minuto    | Tobia Biondo     | Mansour Fuad                   |
| Spada       | Rosello Marc      | Alex Blaszyck    | Lorenzo Leali Nicolò Locatelli |
| Sciabola    | Marinos Prevenios | Timoty Lallerent | Marco Garcia Giovanni Repetti  |

### Donne
| Specialità  | Oro             | Argento        | Bronzo                                |
| Individuali |                 |                |                                       |
| Fioretto    | Salma Swiaf     | Olimpia Troili | Sarra Besbes Ines Boubakri            |
| Spada       | Giulia Rizzi    | Nurria Marc    | Margherita Guzzi Alksandra Jevremovic |
| Sciabola    | Aracell Navarro | Hella Besbes   | Elisa Ageno Azza Besbes               |

## Medagliere
| Pos.   | Nazione             | Oro | Argento | Bronzo | Totale |
| ------ | ------------------- | --- | ------- | ------ | ------ |
| 1      | Italia              | 2   | 2       | 5      | 9      |
| 2      | Spagna              | 2   | 1       | 1      | 4      |
| 3      | Egitto              | 1   | 0       | 2      | 3      |
| 4      | Grecia              | 1   | 0       | 0      | 1      |
| 5      | Francia             | 0   | 2       | 0      | 2      |
| 6      | Tunisia             | 0   | 1       | 3      | 4      |
| 7      | Serbia e Montenegro | 0   | 0       | 1      | 1      |
| Totale | Totale              | 6   | 6       | 12     | 24     |